# Natricinae
Los natricinos (Natracinae) son una subfamilia de serpientes de la familia Colubridae, o bien una familia de la superfamilia Colubroidea. Sus 225 especies se distribuyen por todo el planeta, excepto los polos.

## Géneros
Se reconocen los siguientes:
- Adelophis Dugès, 1879
- Afronatrix Rossman & Eberle, 1977
- Amphiesma Duméril, Bibron & Duméril, 1854
- Amphiesmoides Malnate, 1961
- Anoplohydrus Werner, 1909
- Aspidura Wagler, 1830
- Atretium Cope, 1861
- Balanophis Smith, 1938
- Clonophis Cope, 1889
- Hebius Thompson, 1913
- Herpetoreas Günther, 1860
- Hologerrhum Günther, 1858
- Hydrablabes Boulenger, 1891
- Hydraethiops Günther, 1872
- Iguanognathus Boulenger, 1898
- Limnophis Günther, 1865
- Lycognathophis Boulenger, 1893
- Macropisthodon Boulenger, 1893
- Natriciteres Loveridge, 1953
- Natrix Laurenti, 1768
- Nerodia Baird & Girard, 1853
- Opisthotropis Günther, 1872
- Parahelicops Bourret, 1934
- Pararhabdophis Bourret, 1934
- Paratapinophis Angel, 1929
- Regina Baird & Girard, 1853
- Rhabdophis Fitzinger, 1843
- Seminatrix Cope, 1895
- Sinonatrix Rossman & Eberle, 1977
- Storeria Baird & Girard, 1853
- Thamnophis Fitzinger, 1843
- Trachischium Günther, 1858
- Tropidoclonion Cope, 1860
- Tropidonophis Jan, 1863
- Virginia Baird & Girard, 1853
- Xenochrophis Günther, 1864